# Trận chung kết Giải vô địch bóng đá thế giới 1938
Trận chung kết giải vô địch bóng đá thế giới 1938 là trận đấu bóng đá diễn ra ngày 19 tháng 6 năm 1938 tại Sân vận động Olympique de Colombes, Paris, Pháp giữa hai đội tuyển Ý và Hungary để xác định nhà vô địch của Giải vô địch bóng đá thế giới 1938. Chung cuộc Ý đã giành thắng lợi 4–2 trước Hungary để bảo vệ thành công ngôi vô địch đạt được bốn năm trước đó và đây cũng là trận đấu cuối cùng của Giải vô địch bóng đá thế giới trước khi Chiến tranh thế giới thứ hai bùng nổ.

## Tóm tắt trận đấu

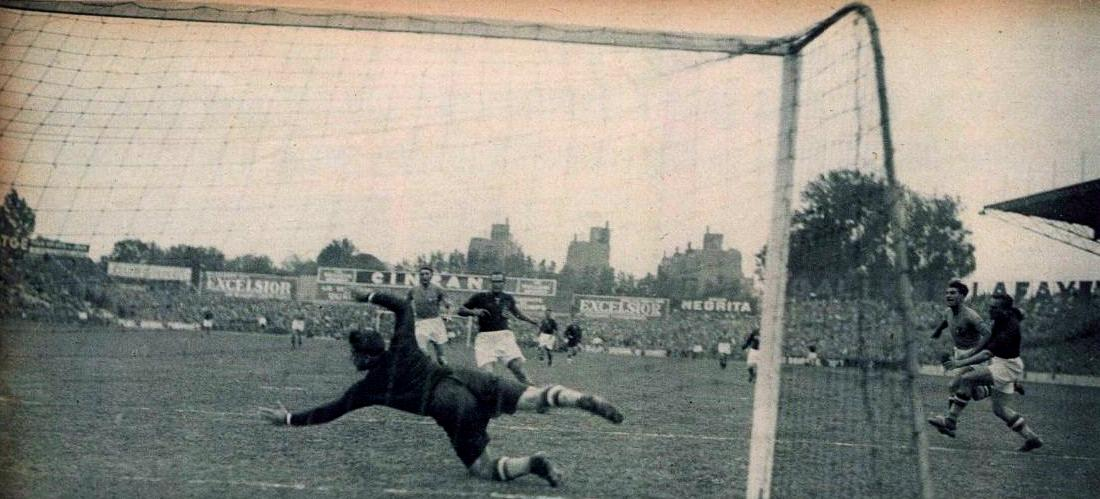
Trận chung kết World Cup 1938 ở Colombia (Pháp), Colombes ghi bàn thắng thứ hai cho Italia.

Trận đấu diễn ra dưới sự chứng kiến của 55.000 khán giả trên Sân vận động Olympique de Colombes tại Paris, Pháp. Tiền vệ cánh trái Gino Colaussi đưa đội tuyển Ý vươn lên dẫn trước ngay ở phút thứ 6 nhưng hai phút sau đó, Pál Titkos đã gỡ hòa cho Hungary bằng một cú sút uy lực. Ý lại vươn lên dẫn trước không lâu sau đó bằng bàn thắng của tiền đạo Silvio Piola, kết quả của một pha phối hợp bốn người khiến cho hàng phòng ngự Hungary không thể truy cản. Trước khi hiệp 1 kết thúc mười phút, Colaussi có bàn thắng thứ hai của mình trong trận đấu. Đội tuyển Ý áp dụng chiến thuật phòng ngự trong hiệp 2. Hungary có nhiều cơ hội ghi bàn nhưng phải đến phút 70, tiền đạo György Sárosi mới ghi được bàn thắng rút ngắn tỉ số. Piola kết thúc hi vọng của Hungary bằng pha dứt điểm mạnh ở cự li gần để đem về chức vô địch bóng đá thế giới lần thứ hai liên tiếp cho người Ý.
Trước trận chung kết này, nhà độc tài Ý Benito Mussolini đã gửi một bức điện tín cho đội tuyển Ý có nội dung "Chiến thắng hay là chết". Sau trận đấu, thủ môn của đội tuyển Hungary Antal Szabo đã có lời phát biểu: "Tôi đã để lọt lưới bốn bàn thắng. Vâng, bốn bàn thắng và chúng tôi chỉ có được ngôi vị á quân nhưng chí ít thì tôi cũng đã cứu mạng bọn họ. Tôi đã giúp cho họ không phải chết". Mặc dù vậy, có ý kiến giải thích rằng ý nghĩa của bức điện tín không thể hiểu theo nghĩa đen mà phải hiểu theo nghĩa đây là cách nói nhấn mạnh của câu "Hãy cố gắng hết sức". Tuy nhiên chỉ có Mussolini mới hiểu ý nghĩa thực sự của bức điện tín là lời động viên hay đe dọa. Sau chiến thắng, tờ báo La Gazzetta dello Sport đã viết rằng chiến thắng này là tấm gương sáng của nền thể thao phát xít.
Tất cả các cầu thủ tham gia trận đấu này đều đã qua đời, người cuối cùng là hậu vệ đội tuyển Ý Pietro Rava, mất ngày 5 tháng 11 năm 2006 ở tuổi 90.

## Chi tiết
| Ý                                 | 4–2      | Hungary                |
| --------------------------------- | -------- | ---------------------- |
| Colaussi 6', 35' · Piola 16', 82' | Chi tiết | Titkos 8' · Sárosi 70' |

| Ý | Hungary |

|                         |                     |  |  |
|                         |                     |  |  |
| TM                      | Aldo Olivieri       |  |  |
| HV                      | Alfredo Foni        |  |  |
| HV                      | Pietro Rava         |  |  |
| HV                      | Pietro Serantoni    |  |  |
| HV                      | Ugo Locatelli       |  |  |
| TV                      | Michele Andreolo    |  |  |
| TV                      | Giuseppe Meazza (c) |  |  |
| TV                      | Giovanni Ferrari    |  |  |
| TV                      | Amedeo Biavati      |  |  |
| TĐ                      | Silvio Piola        |  |  |
| TV                      | Gino Colaussi       |  |  |
| Huấn luyện viên trưởng: |                     |  |  |
| Vittorio Pozzo          |                     |  |  |

|                         |                   |  |  |
|                         |                   |  |  |
| TM                      | Antal Szabo       |  |  |
| HV                      | Sandor Biro       |  |  |
| HV                      | Gyula Polgar      |  |  |
| HV                      | Gyula Lazar       |  |  |
| HV                      | Antal Szalay      |  |  |
| TV                      | Gyorgy Szucs      |  |  |
| TV                      | Gyula Zsengeller  |  |  |
| TV                      | Jeno Vincze       |  |  |
| TV                      | Pal Titkos        |  |  |
| TĐ                      | Gyorgy Sarosi (c) |  |  |
| TV                      | Ferenc Sas        |  |  |
| Huấn luyện viên trưởng: |                   |  |  |
| Alfred Schaffer         |                   |  |  |

| LUẬT - Thi đấu chính thức 90 phút - Đá lại nếu bất phân thắng bại |